# Desmeocraera nugatrix
Desmeocraera nugatrix är en fjärilsart som beskrevs av Felder 1874. Desmeocraera nugatrix ingår i släktet Desmeocraera och familjen tandspinnare. Inga underarter finns listade i Catalogue of Life.